# Uncarina peltata
Uncarina peltata ist eine Pflanzenart aus der Gattung Uncarina in der Familie der Sesamgewächse (Pedaliaceae).

## Beschreibung
Uncarina peltata wächst als kleiner Baum mit einer wenig verzweigten Krone. Er wird etwa 2,5 Meter hoch und besitzt eine sehr große, unregelmäßige und unterirdische Knolle. Die abgerundet-dreieckige Blattspreite wird bis 25 Zentimeter lang und bis 25 Zentimeter breit. Es werden 5 bis 9 zahnförmige Lappen ausgebildet oder der Blattrand ist nur wenig gebuchtet, aber die Spreite selten tief gelappt. Auf der Blattoberseite sind nur wenige, einzelne einfache Haare mit gelegentlich reduziertem Kopf vorhanden. Diese stehen in der Regel entlang der größeren Blattadern. Entlang der kleineren Blattadern stehen kurz gestielte Schleimdrüsen mit quadratischem Kopf.
Der Blütenstand besteht aus Cymen mit selten 2, meist aber 5 bis 10 Einzelblüten, die dichte Büscheln ausbilden. Die orangegelben Blüten besitzen einen purpurroten Schlund. Die Blütenröhre wird etwa 4 Zentimeter lang.
Die seitlich stark zusammengedrückte Frucht ist in der Seitenansicht eiförmig und mit einem langen, schmalen, spitzen Schnabel versehen. An den 5 Zentimeter langen und 4 Zentimeter breiten Früchten werden nur Hakenstacheln ausgebildet. Die bis 13 Millimeter langen Hakenstacheln stehen etwa zu siebent in einer Reihe, wobei sie nicht über den Schnabel hinausgehen. Die stark verbreiterten Basen der Stacheln bilden einen bis 4 Millimeter hohen Kamm aus. Es werden keine falschen Scheidewände ausgebildet. Die gerundet-dreieckigen Samen haben 1,5 Millimeter große Flügel.

## Verbreitung und Systematik
Uncarina peltata ist endemisch in Nordwest-Madagaskar, in den Provinzen Mahajanga und Antsiranana zwischen Basaltfelsen und Kalksteinplatten verbreitet.
Die Erstbeschreibung der Art, als Harpagophytum peltatum Baker, erfolgte 1890 durch John Gilbert Baker. Otto Stapf stellte die Art 1895 in die Gattung Uncarina.